# Ian Davidson

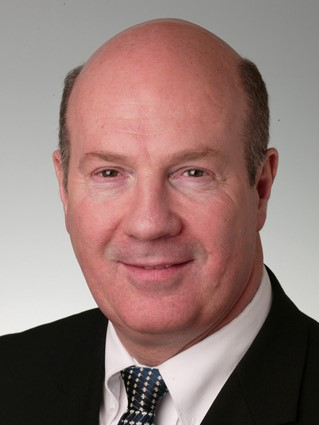
Ian Davidson

Ian Graham Davidson, född 8 september 1950, är en brittisk parlamentsledamot för Labour Han representerar valkretsen Glasgow Pollock. Han invaldes i parlamentet 1992, då för valkretsen  Glasgow Govan.
Han tilläts inte att kandidera till det skotska parlamentet för Labour, och har sedan dess varit kritisk mot regeringen. Han har varit ordförande för "Labour Against the Euro" och är nu ordförande för  "Centre for a Social Europe", som bland annat motsätter sig förslaget till EU-konstitution.